# Kübra Kip
Kübra Kip (* 1987 in Kayseri, Türkei) ist eine türkische Schauspielerin.

## Leben und Karriere
Kübra Kip wurde 1987 in Kayseri geboren. Sie studierte an der Universität Ankara. Ihr Debüt gab sie 2010 in der Fernsehserie Behzat Ç.: Bir Ankara Polisiyesi. Von 2013 bis 2014 trat sie in Das osmanische Imperium – Harem: Der Weg zur Macht auf. Anschließend bekam Kip 2016 in dem Film Babamın Kanatları die Hauptrolle. 
Außerdem spielte sie 2017 in der Serie Kayitdışı mit. Unter anderem wurde sie 2019 für den Film Kronoloji gecastet. 2020 war Kip in Ceviz Ağaçı zu sehen. Bei der 53. Uluslararası Antalya Film Festivali wurde sie als „Beste Nebendarstellerin“ ausgezeichnet.

## Filmografie
Filme
- 2016: Babamın Kanatları
- 2017: 3,5 Lira
- 2018: Halef
- 2019: Bağlılık Aslı
- 2019: Kronoloji
- 2020: Ceviz Ağaçı
- 2020: Anoush

Serien
- 2010: Behzat Ç.: Bir Ankara Polisiyesi
- 2013–2014: Das osmanische Imperium – Harem: Der Weg zur Macht
- 2017: Kayitdışı

## Auszeichnungen

### Gewonnen
- 2016: Altın Portakal in der Kategorie „Beste Nebendarstellerin“[5]
- 2016: Altın Koza in der Kategorie „Beste Nebendarstellerin“[6]